# Pogrom in Kirowabad
Das Pogrom in Kirowabad war ein von Aserbaidschanern durchgeführtes Pogrom, das im November 1988 in Kirowabad (heute Gəncə, eingedeutscht Gandscha), der zweitgrößten Stadt Aserbaidschans, an Angehörigen der armenischen Minderheit verübt wurde.
Während des Pogroms wurden sowjetische Truppen zum Zwecke der Sicherheit eingesetzt mit der Aufgabe, die Armenier in Kirowabad zu beschützen. Die  Los Angeles Times berichtete, dass Soldaten Dutzende aserbaidschanische Versuche, die armenische Bevölkerung in ihren Häusern zu massakrieren, verhindern konnten.
Nach selbigem Bericht der Los Angeles Times vom 27. November 1988 bestätigten Behörden der Sowjetunion den Tod von sieben Personen. Dabei handelte es sich um drei Soldaten der Roten Armee, drei Aserbaidschaner und einen Armenier. Andere offizielle Berichte berichteten damals vom Tod von 10 bis 12 Personen. Menschenrechtsaktivisten sprachen hingegen von bis zu 130 getöteten Menschen allein in Kirowabad. Die The New York Times schrieb schon am 26. November, dass der Dissident und Friedensnobelpreisträger Andrei Sacharow ebenfalls von mehr als 130 getöteten und über 200 verwundeten Armeniern in der Stadt berichtete.